# Pet Sematary (pel·lícula de 1989)
Pet Sematary és una pel·lícula de terror sobrenatural estatunidenca del 1989 i la primera adaptació de la novel·la homònima de Stephen King de 1983. Dirigida per Mary Lambert, amb King escrivint el guió, és protagonitzada per Dale Midkiff, Denise Crosby, Blaze Berdahl, Fred Gwynne i Miko Hughes com a Gage Creed. El títol és una ortografia sensacional de "cementiri de mascotes".
La pel·lícula es va estrenar el 21 d'abril de 1989 i va recaptar 57,5 milions de dòlars a taquilla amb un pressupost d'11,5 milions de dòlars. Una seqüela, Cementiri vivent 2, es va estrenar el 1992 i una segona adaptació cinematogràfica es va estrenar el 2019.

## Argument
La família Creed —Louis, Rachel, els seus fills Ellie i Gage, i la seva mascota Church, es traslladen de Chicago a la zona rural de Ludlow (Maine), després que Louis acceptés una feina com a metge local. Es fan amics del veí Jud Crandall, que els porta a un cementiri de mascotes aïllat (mal escrit "sematary") al bosc darrere de la casa dels Creeds.
Louis es troba amb Victor Pascow, un corredor que resulta ferit de mort després de ser atropellat per un camió. Ell adverteix a Louis sobre el cementiri de mascotes abans de morir, cridant Louis pel seu nom encara que mai s'han conegut. Aquella nit, el fantasma de Pascow porta en Louis al cementiri i l'adverteix que no creui la barrera. Louis es desperta del suposat somni per trobar els seus peus coberts de brutícia.
Durant l'Acció de Gràcies, mentre la família és fora, Church és atropellada per un camió i morta. En adonar-se que l'Ellie estarà devastada, Jud porta Louis més enllà del cementiri de mascotes i s'endinsa al bosc, a un antic cementeri Miꞌkmaq. Jud ordena a Louis que enterri el gat i li adverteix que no digui a ningú el que han fet. L'endemà una Church reanimada torna a la casa. Ara fa pudor, es mou amb lentitud, els seus ulls brillen daurats i és viciós cap a Louis. Jud explica que de nen va reviure el seu gos de companyia i que, tot i que el gat podria ser diferent, estalviarà a Ellie el dolor de perdre la seva mascota.
Un temps després, Gage és mort per un camió al llarg de la mateixa carretera. Jud anticipa que Louis està considerant enterrar el seu fill al terreny Miꞌkmaq, encara que Louis ho nega. Jud creu que introduir a Louis al terreny ritual va despertar les forces malèvoles allà presents, cosa que va provocar la mort de Gage. Explica a Louis la història d'un home anomenat Bill Baterman que va enterrar el seu fill petit Timmy al terreny  Miꞌkmaq després de ser assassinat al final de la Segona Guerra Mundial. Timmy va tornar com una entitat malèvola, aterroritzant la gent del poble. Un grup d'homes, inclòs en Jud, va intentar destruir en Timmy cremant la casa dels Baterman, només perquè Bill morís amb el seu fill. Jud insisteix que el cementeri és dolent i que Louis no hi ha d'enterrar el seu fill, i afegeix que "de vegades, mort és millor".
Després del funeral, la Rachel i l'Ellie marxen cap a Chicago mentre Louis es queda enrere, aparentment per fer-se càrrec dels cabots solts. Malgrat les advertències de Pascow i Jud, Louis exhuma el cos del seu fill i l'enterra al lloc del ritual. A Chicago, Pascow apareix a l'Ellie en un somni i l'adverteix que Louis està a punt de fer alguna cosa terrible. La Rachel està nerviosa pel somni de la seva filla, però només pot arribar a Jud quan truca, que li diu que Louis no és a casa. Ella decideix tornar a Maine, alarmant a Jud.
Aquella nit, Gage reanimat torna a casa i roba un bisturí de la bossa del seu pare. Es burla de Jud abans d'assassinar-lo. Rachel torna a casa i és atreta a la casa de Jud per l'espectre de la seva germana morta Zelda, només per descobrir que en realitat està veient en Gage, amb un bisturí. Sorpresa i incredula, la Rachel s'aproxima per abraçar el seu fill i ell la mata.
En despertar-se del son, Louis s'adona de les petjades fangoses de Gage a la casa i troba que li falta el bisturí. Rep una trucada telefònica de Gage que ha "jugat" amb en Jud i la mare, omple tres xeringues amb morfina i es dirigeix a la casa d'en Jud. En trobar-se amb Church, mata el gat amb una injecció abans d'entrar a casa. Trobant el cos d'en Jud sota el seu llit, Gage se'n burla encara més i Louis se sorprèn pel cos de la Rachel que penja de l'àtic abans que Gage l'ataqui.
Després d'una breu baralla, Louis domina Gage i li injecta la xeringa de morfina. A continuació, encén la casa d'en Jud, deixant-la cremar mentre porta el cos de la Rachel al cementeri. Apareix Pascow i adverteix a Louis que no "empitjori", però Louis, afligit fins a la bogeria, creu que va esperar massa quan va enterrar a Gage, però enterrar a Rachel "aquesta vegada funcionarà".
Aquella nit, la Rachel torna amb Louis i la parella s'abraça. La Rachel agafa un gran ganivet del taulell i la pantalla es torna negra abans que en Louis cridi.

## Repartiment
- Dale Midkiff com a Louis Creed
- Fred Gwynne com a Jud Crandall
- Denise Crosby com a Rachel Goldman-Creed
  - Elizabeth Ureneck com a Rachel jove
- Miko Hughes as Gage Creed
- Blaze Berdahl com a Ellen "Ellie" Creed
- Brad Greenquist com a Victor Pascow
- Michael Lombard com a Irwin Goldman
- Susan Blommaert com a Missy Dandridge
- Kavi Raz com a Steve Masterton
- Mary Louise Wilson com a Dory Goldman
- Andrew Hubatsek com a Zelda Goldman
- Stephen King com a ministre
- Chuck Courtney com a Bill Baterman

## Producció

### Desenvolupament
Els drets de la pel·lícula van ser venuts a George A. Romero el 1984 per 10.000 dòlars. King havia rebutjat anteriorment diverses altres ofertes per a una adaptació cinematogràfica. Romero va haver de retirar-se de la producció, ja que estava ocupat amb Atracció diabòlica. A l'executiva de desenvolupament Lindsay Doran li va encantar el guió acabat i va defensar que es fes a Embassy Pictures i després a Paramount Pictures, després que ella hi esdevingués vicepresidenta de producció el 1985. Cada cop se li va dir que no hi havia més demanda de pel·lícules de Stephen King després de la gran quantitat d'adaptacions de les seves novel·les llançades a començament dels '80.
Va ser només durant la vaga del Sindicat de Guionistes dels Estats Units de 1988 que Paramount es va reconsiderar perquè l'estudi s'enfrontava a una possible escassetat de noves produccions per a l'estrena de 1989. El guió de Stephen King per a Pet Sematary estava acabat i llest per començar, així que Doran va rebre llum verda per obtenir els drets de Paramount i començar la producció. King, que va tenir l'última paraula sobre l'elecció d'un director, es va reunir amb la primera elecció de l'estudi de Mary Lambert. El va impressionar amb el seu entusiasme per les seves novel·les i el seu compromís de mantenir-se fidel al seu material d'origen, cosa que li va assegurar la feina.
Es va considerar que el tall original de la pel·lícula lliurat als executius de Paramount era massa llarg, per la qual cosa es va haver d'eliminar l'excés d'imatge. L'escena final original era més ambigua: només mostrava la Rachel no morta entrant a la cuina on Louis juga a solitaire, deixant el seu destí incert. Tot i que Lambert va titllar d'aquest final "més fantasmagòric, trist... tràgic", perquè el públic sap que "no serà el que vol. Ella no tornarà com la seva dona", l'estudi va decidir que era massa suau i a petició d'ells es va tornar a gravar per ser més gràfic. L'aparició de Rachel es va fer molt més espantosa amb efectes pròtesis especials, i al final ella mata en Louis, tal com suggereixen els seus crits quan la pel·lícula es torna negra.

### Càsting
Inicialment, els executius de Paramount volien que un parell de bessons fessin el paper de Gage, com els escollits per interpretar a Ellie, que era l'opció més rendible. Tanmateix, Lambert va quedar molt impressionada amb Miko Hughes, de dos anys, que considerava que era un talent natural malgrat la seva jove edat, així que va pressionar l'estudi perquè acceptés la seva elecció. També es va enfrontar a la resistència dels executius per la seva elecció de contractar Fred Gwynne, a qui l'estudi creia que el públic no es prendria seriosament a causa de la seva fama com a Herman Munster. Després d'audicionar per primera vegada a noies per al paper de Zelda, Lambert va canviar de rumb i va acabar donant el paper a Andrew Hubatsek, perquè sentia que un home adult interpretant el paper d'una adolescent deformada per meningitis espinal feia que el personatge fos més aterridor.

### Rodatge
Tal com va estipular King en vendre els drets, Pet Sematary es va rodar a Maine, on es va ambientar la història i el mateix King va escriure el guió. La producció es va basar a Ellsworth i les audicions es van fer al teatre The Grand, on diversos centenars de locals van audicionar per ser extres o per a petits papers parlants. El propi King va estar molt implicat en el procés de rodatge, consultant sovint amb Lambert sobre les seves idees per a la història i qualsevol desviació del guió que volia fer.
La casa utilitzada com a casa dels Creeds és una residència privada a prop de Hancock, mentre que la casa de Jud a l'altra banda del carrer era en realitat una façana construïda al voltant d'una casa existent que estava aïllada amb material ignífug perquè la maqueta es pogués cremar al seu voltant. Els interiors de la casa Creed es van recrear en un escenari sonor a Ellsworth, mentre que els interiors de la casa de Jud es van construir dins de l'Arsenal de Bangor. L'aproximació al cementeri Miꞌkmaq es va filmar en una pedrera de granit abandonada a Mount Desert Island al Parc Nacional d'Acadia, mentre que un turó prop de Sedgwick era el lloc del mateix terreny Miꞌkmaq. Altres ubicacions incloïen un bosc a prop d'Ellsworth per al cementiri de mascotes, el Mount Hope Cemetery a Bangor per a les escenes del cementiri, i l'Ajuntament d'Ellsworth, que va substituir l'hospital de la Universitat de Maine, Orono.

## Música
La banda sonora de la pel·lícula va ser escrita per Elliot Goldenthal. La pel·lícula inclou dues cançons dels Ramones, una de les bandes preferides de Stephen King: "Sheena Is a Punk Rocker" apareix en una escena, i "Pet Sematary", una cançó nova escrita especialment per a la pel·lícula, es reprodueix als crèdits.
La cançó "Pet Sematary" es va convertir en un dels èxits més importants dels Ramones, arribant al quart lloc de la llista "Modern Rock Tracks" de Billboard, tot i ser, en paraules d'AMG, "vilipendiada per la majoria dels fans hardcore de la banda".
Lambert era més coneguda pel seu treball dirigint vídeos musicals, especialment els de Madonna incloent "Like a Prayer" i "Material Girl". Pel seu treball a la indústria musical era amiga dels Ramones. Ella els va acostar per gravar una cançó per a la pel·lícula i van acceptar escriure i interpretar "Pet Sematary", que apareix als crèdits de tancament.

## Estrena
Los Angeles Times va escriure que la pel·lícula "va desafiar els crítics i es va estrenar a nivells de gran èxit".
La pel·lícula va recaptar 57 milions de dòlars als Estats Units.

## Recepció

### Recepció crítica
Rotten Tomatoes, un agregador de ressenyes, informa que el 58% dels 40 crítics enquestats van donar a la pel·lícula una ressenya positiva; la nota mitjana és de 5,8/10. El consens crític del lloc web diu: "Pet Sematary és una pel·lícula de terror contundent que porta les seves peculiaritats a les mànigues, en detriment del seu factor de por." A Metacritic, la pel·lícula té una puntuació mitjana ponderada de 38 sobre 100 basada en 12 crítics, la qual cosa indica "crítiques generalment desfavorables". Els públics enquestats per CinemaScore van donar a la pel·lícula una nota "B".
Variety la va anomenar "no morts de mala qualitat atenuat per una mentalitat de cinema slasher". Vincent Canby de The New York Times va escriure que la pel·lícula "té alguns moments efectivament macabres", però "falla sobretot perquè no confia en que el públic faci res de la feina". Gene Siskel del Chicago Tribune va donar a la pel·lícula zero estrelles de quatre i la va titllar de "dolenta". Kevin Thomas de Los Angeles Times va escriure, "Lambert aposta per imatges contundents i concises i no para mai de preocupar-se si hi ha falta de credibilitat o motivació."
Richard Harrington de The Washington Post la va titllar de "tova, estereotipada, barata". Harrington va criticar les accions de Gage com a pertorbadores i el clímax com a "una lletja recompensa per a una configuració inepta". Philip Strick de The Monthly Film Bulletin va escriure: "Els feus i lleialtats familiars que donen certa coherència a la novel·la i justifiquen la seva línia punyent... són simplement saquejades pel seu efecte de xoc en el camí cap al dessagnament final. Demacrada, doncs, més que millorada per la seva adaptació, Pet Semetary, com a pel·lícula, tanmateix, està sorprenentment ben explicada".
L'historiador del cinema Leonard Maltin va qualificar la pel·lícula de "BOMBA" (la seva valoració més baixa possible) i va declarar: "Tot i ser un èxit de taquilla, el menyspreu d'aquesta pel·lícula pel seu públic hauria de ser evident fins i tot per als espectadors indiscriminats... Tot i així, molt superior a la seva seqüela."
Bloody Disgusting la va puntuar amb 4,5/5 estrelles i va escriure: "La trama sola seria una pel·lícula de por, però injectant una atmosfera excel·lent, una interpretació capaç i escenes generalment de malson, Pet Sematary és una pel·lícula de terror realment eficaç i val molt la pena el preu de l'entrada." A Dread Central, Steve Barton la va puntuar amb 4/5 estrelles i la va anomenar una de les millors adaptacions de King; Jason Jenkins la va puntuar amb 3,5/5 estrelles i la va anomenar "una de les millors adaptacions de King del període".

### Taquilla
La pel·lícula va recaptar 57,5 milions de dòlars als Estats Units.

## Mitjans domèstics
Pet Sematary ha estat un VHS molt llogat després de la seva publicació.  Paramount el va llançar en DVD l'any 2006 i en Blu-ray el 2012. Pet Sematary es va publicar a 4K UHD Blu-ray el 26 de març de 2019 i va recaptar 595.254 $.

## Llegat

### Seqüela
Una seqüela, Cementiri vivent 2, es va estrenar el 1992 amb crítiques pobres i una taquilla decebedora. Tot i que fa referència als esdeveniments de la primera pel·lícula, la seqüela se centra en personatges totalment nous.

### Documental
Un documental, Unearthed & Untold: The Path to Pet Sematary, es va estrenar el setembre de 2014 i es va estrenar el gener de 2017.
Pet Sematary va ocupar el lloc número 16 a la llista de les millors adaptacions cinematogràfiques i televisives de Stephen King d'IFC, i també va ocupar el lloc 16 a les 30 millors adaptacions de King segons Rolling Stone.

### Pel·lícula del 2019
Hi va haver un rebombori intermitent sobre una possible adaptació de Pet Sematary. Es va anunciar que Juan Carlos Fresnadillo dirigiria una adaptació l'octubre de 2013, però no es va fer.
L'agost de 2017, l'equip de germans que hi havia darrere de l'adaptació del 2017 de It, Andy i Barbara Muschietti, van dir al Toronto Sun que esperaven adaptar Pet Sematary després de la seqüela d' It. De nou, no hi va haver cap acció més.
Finalment, el desembre de 2017, Paramount Pictures va anunciar que tornava a fer la pel·lícula, amb Jeff Buhler com a guionista i Kevin Kolsch i Dennis Widmyer com a directors. La nova adaptació és protagonitzada per Jason Clarke i Amy Seimetz com a Louis i Rachel Creed, amb John Lithgow com a Jud Crandall. La pel·lícula va començar a rodar-se a Montreal el juny de 2018 i es va estrenar el 5 d'abril de 2019 .